# بيتزا العرقسوس (فلم)
بيتزا العرقسوس (بالإنجليزية: Licorice Pizza) هو فيلم كوميديا دراما أمريكي من تأليف وإخراج بول توماس أندرسون وبطولة ألانا حاييم وكوبر هوفمان وشون بن وتوم وايتس وبرادلي كوبر. صدر الفيلم في الولايات المتحدة بتاريخ 26 نوفمبر 2021 في دور عرض محددة ثم تلقى إصدار أوسع في 11 فبراير 2022.
الفيلم يتبع مغامرات مراهق وفتاة أكبر منه في وادي سان فيرناندو، كاليفورنيا خلال عام 1973.
تلقى الفيلم اشادة من النقاد وحصل على ثلاثة ترشيحات في حفل توزيع جوائز الأوسكار الرابع والتسعون: أفضل فيلم وأفضل مخرج وأفضل سيناريو أصلي.

## روابط خارجية
مقالات تستعمل روابط فنية بلا صلة مع ويكي بيانات